# Биркова
Биркова е село в Южна България. То се намира в община Велинград, област Пазарджик.

## География
Село Биркова се намира в планински район на 26 км западно от Велинград. Признато е за село от населена местност (от с. Цветино) на 26 декември 1978 г. Има съставна махала с името Пильова. Кметство е от 1979 г.

## Религия
Хората са мюсюлмани по вероизповедание. Те са етнически българи, които изповядват исляма – българомохамедани (помаци). Техният майчин език е български, а голяма част от песните и обичаите са типични за българския фолклор.
1. ↑  www.grao.bg